# اریک پویستی (کارگردان)
اِریک پُیستی (فنلاندی: Erik Pöysti؛ زادهٔ ۲۰ اوت ۱۹۵۵) کارگردان و بازیگر فنلاندی است. وی پسر بازیگران فنلاندی لاسسه پُیستی و بیرگیتا اولفسُن است.

## زندگی‌نامه
پُیستی در سالهای ۱۹۷۵ تا ۱۹۷۶ در دانشگاه هلسینکی تحصیل کرد. او در اوایل دههٔ ۱۹۸۰ پیش از رفتن به Lilla Teatern در تئاتر سوئد کار می‌کرد. در سالهای اخیر او به عنوان معلم تئاتر کار کرده‌است.
وی هم‌اکنون در اِکِناس زندگی می‌کند. دخترش آلما پُیستی نیز بازیگر است.

## فیلم‌شناسی
- Breaking Out- ۱۹۸۲
- Kiertue- ۱۹۸۲